# 圣梅德尔镇
圣梅德尔镇是西班牙卡斯蒂利亚-莱昂萨拉曼卡省的一个市镇。 总面积9平方公里，总人口54人（2001年），人口密度6人/平方公里。